# Cornelio Sebastiano Cuccarollo
Cornelio Sebastiano Cuccarollo (Mussolente, 5 luglio 1870 – Bassano del Grappa, 24 maggio 1963) è stato un arcivescovo cattolico italiano.

## Biografia
(Cornelio Sebastiano Cuccarollo)
Cornelio Cuccarollo, al secolo Sebastiano, nacque nel 1870 a Casoni di Mussolente, in provincia di Vicenza e diocesi di Treviso. Il padre e la madre, provenienti entrambi da umili famiglie contadine, seppero trasmettere la fede cristiana al loro figlio raccogliendo, ben presto, i frutti di una inaspettata vocazione.

### Formazione religiosa e ministero sacerdotale
Sin dall'età fanciullesca, otto anni circa, sentì la chiamata vocazionale e chiese ai suoi genitori di intraprendere la vita religiosa.
Per il discernimento della vocazione religiosa, nel 1880 fu accolto nel seminario dei frati Cappuccini di Udine e, a soli sedici anni, entrò al noviziato di Bassano del Grappa (Vicenza), dove vestì l'abito francescano ricevendo il nuovo nome di "fra Cornelio" e impegnandosi a vivere la regola e lo spirito di san Francesco d'Assisi.
Dopo aver compiuto gli studi filosofici, rispettivamente nei conventi di Santa Croce a Padova e del Santissimo Redentore a Venezia, avendo come compagno di studi anche san Leopoldo Mandic, il 23 settembre 1893 fu ordinato sacerdote a Padova. In tutto il suo apostolato sacerdotale insegnò letteratura italiana e latina allo Studio filosofico dei Cappuccini di Padova, si prodigò molto per le missioni al popolo, si occupò della formazione dei Cappuccini veneti, diresse il Bollettino Francescano dal 1914 al 1923.

### Il periodo di Adria
Nel 1914 gli venne affidata la Basilica della Tomba in Adria, un'importante parrocchia dove fu primo parroco cappuccino e si prese cura della gioventù, portò il messaggio cristiano ai più poveri e favorì i circoli cattolici e il gruppo parrocchiale delle donne. Durante il periodo bellico fondò una Casa del soldato dove si occupò intensamente dei feriti, dei prigionieri e dei dispersi. Nel suo diario così scriverà: 
(Cornelio Sebastiano Cuccarollo)
 'Ma la sua vera opera innovatrice fu quella di coinvolgere nella propagazione della fede tutti i laici che gli manifestarono profonda gratitudine quando il 22 maggio del 1923 fu nominato vescovo di Bovino'.

## Attività apostolica

### La sua esperienza a Bovino

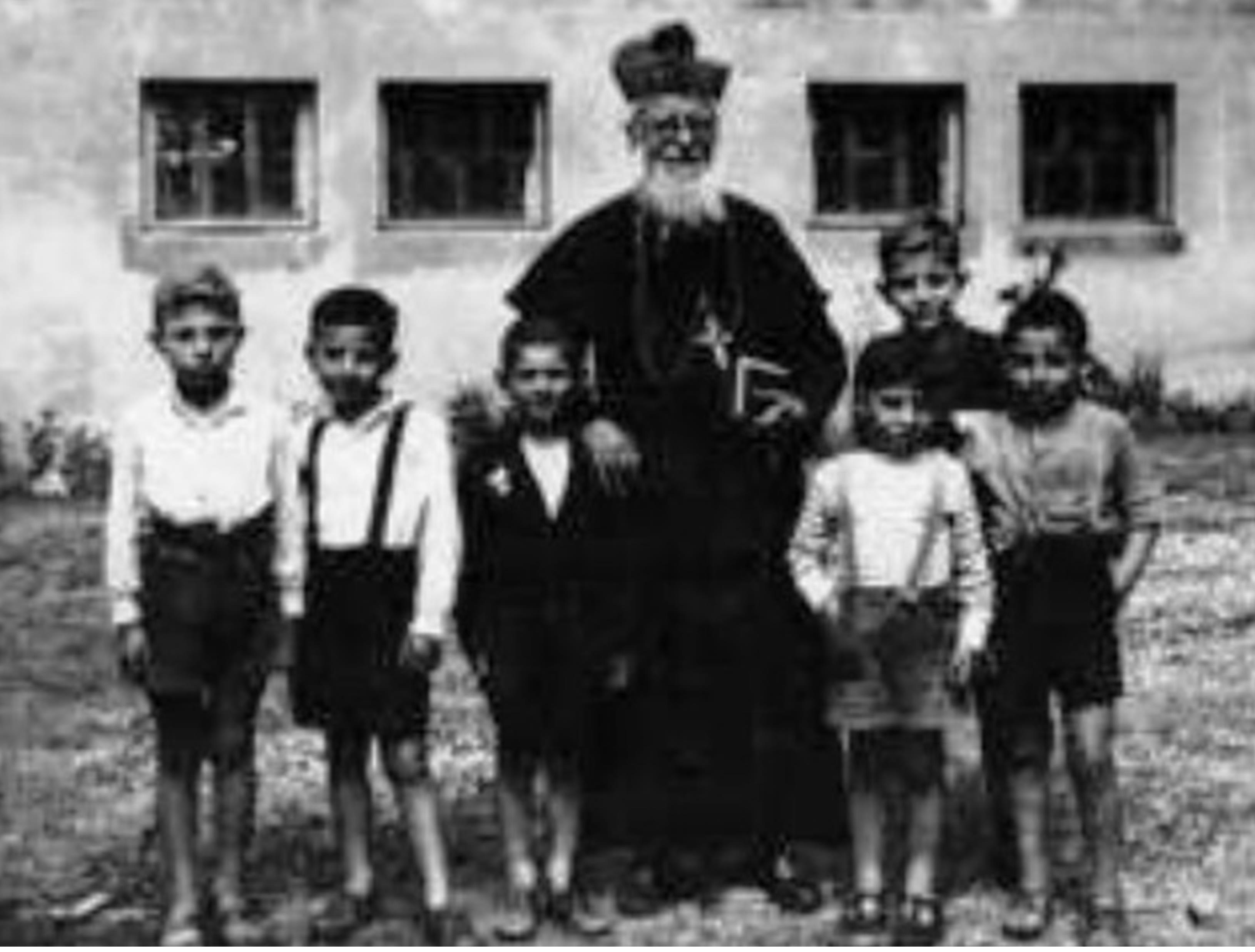
Monsignor Cornelio Sebastiano Cuccarollo a Bovino

Nella cittadina dei monti Dauni è ricordato soprattutto per il terremoto del 1930 dove si prodigò nell'aiutare i poveri, confortandoli per gli ingenti danni subiti. Il suo ministero apostolico si concentrò nel rafforzare la pratica della religione, soprattutto favorendo lo sviluppo dell’Azione Cattolica, che per sua volontà volle fosse presente in tutti i paesi della diocesi. Curò molto i rapporti con il suo clero e dal 1924 per due anni visitò tutte le parrocchie del territorio. Durante il suo mandato, lo spirito cristiano diocesano rifiorì così tanto che in un incontro avuto a Roma con Papa Pio XI, il Sommo Pontefice ebbe a definire la diocesi di Bovino come un piccolo "giardino del beneventano" e si complimentò con il suo pastore per le numerose opere di innovazione e di fede cattolica. Nel 1926, in occasione del 50º anniversario dell’incoronazione della Madonna di Valleverde, organizzò il primo convegno eucaristico diocesano, che vide la partecipazione tra i componenti clericali di Mons. Fortunato Maria Farina, molto amico del frate. 
Infine, Mons. Cuccarollo contribuì molto alla crescita e alla cura delle vocazioni religiose, e riprese l’attività educativa e formativa del seminario minore di Bovino. Sotto il suo ministero, furono ordinati due sacerdoti: don Antonio Labriola e don Domenico Fierro, che svolsero i primi anni di sacerdozio a Padova con l'intento di formarsi nella conoscenza delle strutture oratoriali e la pastorale.

### Il trasferimento nella arcidiocesi idruntina

#### La ristrutturazione della Curia
Nel 1930, all’età di sessant’anni, Pio XI lo nominò arcivescovo metropolita di Otranto e Primate del Salento e qui vi rimase per ben ventidue anni, occupandosi principalmente del seminario, della formazione dei sacerdoti, e della formazione catechetica. Mons. Cuccarollo istituì, inoltre, corsi per maestre di dottrina cristiana e nel 1937 riunì alcune pie giovani all’interno della Congregazione delle suore Apostole del catechismo, (istituto ancora oggi esistente) e che rappresenta una preziosa eredità spirituale che il pastore veneto ha lasciato.

#### La trattativa per Padre Pio da Pietrelcina
Nel 1931, la Santa Sede vietò a Padre Pio da Pietrelcina la Messa in pubblico e la confessione dei fedeli. L'arcivescovo, amico del frate con le stigmate, cercò insieme ad altri quattro vescovi cappuccini di «fare qualcosa per il Padre». I cinque frati si riunirono a Fossombrone, tra questi Mons. Giacinto Longhin che preparò un dossier sulle stigmate, mentre Mons. Cuccarollo raccolse un dossier di documentazione comprovante la buona fede del frate di Pietrelcina. La missione ebbe un qualche effetto poiché Pio XI avrebbe detto al primate di Otranto che Padre Pio era stato "più che reintegrato", aggiungendo che "è la prima volta che il Santo Uffizio si rimangia i suoi decreti"; il Santo Uffizio avrebbe parlato di "una grazia speciale per l'anno santo straordinario".

#### La lotta all'impiego religioso di manufatti artistici in cartapesta
Il suo carattere impulsivo lo condusse in più occasioni a scelte pastorali discutibili e a contrasti interni ed esterni alla sua curia. Una delle questioni più scottanti fu quella dell’impiego religioso di manufatti artistici in cartapesta, tipici della provincia leccese. In una lettera inviata nel 1933 a mons. Spirito Maria Chiappetta, presidente della Pontificia commissione centrale per l'arte sacra in Italia, egli manifestò tutto il suo disappunto e disgusto per le immagini a soggetto religioso realizzate in un materiale che, a suo dire, «non è affatto nobile»; il riferimento e ai 'cartapestai accusati di sacrilegio perché usavano per le loro poltiglie carta “scomunicata”: i fogli di giornali, come l’Avanti!, l'Unità, e persino le carte da gioco'. Durante la 1ª settimana d'arte sacra per il clero, organizzata a Roma per l’ottobre dello stesso anno, l’arcivescovo di Otranto manifestò il suo disgusto nei confronti della statuaria sacra in cartapesta; Ne seguì una spiacevole indagine che provocò danni evidenti ai tradizionali laboratori artistici salentini. Molte botteghe chiusero i battenti. Un alto numero di statue vennero date alle fiamme in tutta l’area salentina.

### Le dimissioni e il ritorno a Bassano

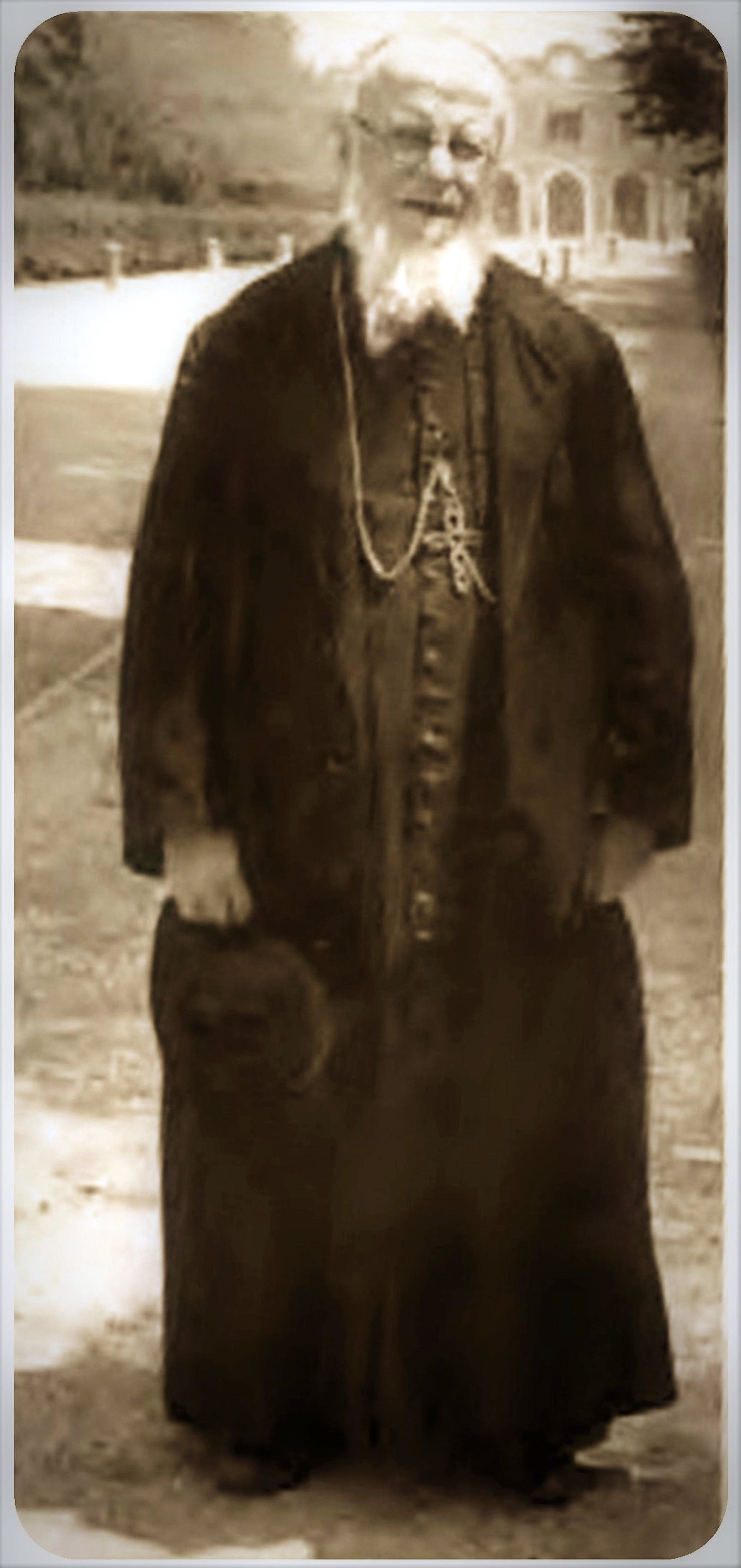
Monsignor Cornelio Sebastiano Cuccarollo

A 82 anni si congedò dall'arcidiocesi idruntina e si ritirò nel convento di Bassano del Grappa, dove trascorse gli ultimi anni di vita mettendosi a disposizione soprattutto per l'amministrazione delle cresime. Morì, nella sua celletta, il 23 maggio del 1963, solennità dell’Ascensione del Signore. Le esequie si tennero il 27 maggio nella chiesa di San Francesco a Bassano del Grappa. La sera stessa le spoglie furono trasportate nel cimitero di Casoni di Mussolente, dove riposano sotto l'altare di San Pio X nella cappella dei sacerdoti e dei religiosi.

## Azioni pastorali e opere significative
- Nel 1926 compose la preghiera per la Madonna del Bosco, protettrice di Panni.
- Nel 1927 incoronò la statua della Madonna del Carmine di Accadia.
- Nel 1928 affidò il santuario di Valleverde ai padri vocazionisti, ordine fondato da un altro suo compagno spirituale: padre Giustino Russolillo.
- Nel 1937 a Botrugno (in provincia di Lecce) fonda Congregazione delle suore Apostole del catechismo, con finalità di collaborazione pastorale e di impegno in opere caritative verso i ragazzi e i giovani[13].

## Scritti
- Cuccarollo Mons. Cornelio, Foglie Secche, Grafiche Invicta Padova, Adria, 1959

## Genealogia episcopale
La genealogia episcopale è:
- Cardinale Scipione Rebiba
- Cardinale Giulio Antonio Santori
- Cardinale Girolamo Bernerio, O.P.
- Arcivescovo Galeazzo Sanvitale
- Cardinale Ludovico Ludovisi
- Cardinale Luigi Caetani
- Cardinale Ulderico Carpegna
- Cardinale Paluzzo Paluzzi Altieri degli Albertoni
- Papa Benedetto XIII
- Papa Benedetto XIV
- Papa Clemente XIII
- Cardinale Marcantonio Colonna
- Cardinale Giacinto Sigismondo Gerdil, B.
- Cardinale Giulio Maria della Somaglia
- Cardinale Carlo Odescalchi, S.I.
- Cardinale Costantino Patrizi Naro
- Cardinale Lucido Maria Parocchi
- Cardinale Andrea Carlo Ferrari
- Vescovo Paolo Carlo Francesco Origo
- Vescovo Anselmo Rizzi
- Arcivescovo Cornelio Sebastiano Cuccarollo